# ISO 3166-2:PK
Kódy ISO 3166-2 pro Pákistán identifikují 4 regiony, 2 oblasti Kašmíru spravované Pákistánem, 1 federálního území hlavního města (stav v roce 2019). První část (PK) je mezinárodní kód pro Pákistán, druhá část sestává ze dvou písmen identifikujících region nebo teritorium.

## Seznam kódů
```
PK-BA provincie 
Balúčistán
 (Kvéta)
PK-PB provincie 
Paňdžáb
 (Láhaur)
PK-SD provincie 
Sindh
 (
Karáčí
)
PK-KP provincie 
Chajbar Paštúnchwá
 (
Péšávar
)
PK-IS federální území hlavního města Islámabád (
Islámábád
)
PK-JK Pákistánem spravované území 
Ázád Džammú a Kašmír
 (Muzafarabád)
PK-GB Pákistánem spravované území 
Gilgit - Baltistán
 (Gilgit)
```